# Sindee Coxx

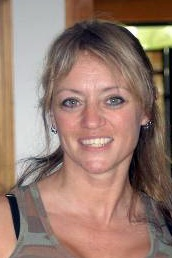
Sindee Coxx, 2007

Sindee Coxx (* 21. Juni 1970 in Long Island, New York; als Brenda Grislaw) ist eine US-amerikanische Pornodarstellerin.

## Karriere
Vor ihrer Karriere in der Hardcorebranche arbeitete sie als Setzerin für eine Druckerei in Long Island. Nachdem sie Robert Banks geheiratet hatte, kam sie 1989 im Alter von 19 Jahren nach Kalifornien, um zusammen mit ihrem Mann eine Karriere in der Pornofilmindustrie zu starten. Sie arbeitete zunächst in Striptease-Bars im Orange County, bevor ihr der Durchbruch gelang. 1995 drehte sie ihren ersten Film und war dann eine Zeit lang nur in lesbischen Szenen zu sehen. Später drehte sie auch mit Männern und unterzog sich einer Brustvergrößerung.
Nach zehn Jahren Ehe ließ sie sich von Banks (Künstlername Rich Roberts) scheiden. Am 1. Mai 2000 heiratete sie den Kameramann Barry Wood, der 2004 in die AVN Hall of Fame aufgenommen wurde. 2004 brachte sie einen Sohn zur Welt. Sie war in der Vergangenheit bei Wicked Pictures unter Vertrag. Bekannte Filme mit Coxx sind Topless Body Shop, Flashpoint und The Ozporns. Coxx ist immer noch gelegentlich tätig, regelmäßig in Filmen war sie jedoch das letzte Mal 2007 zu sehen.

## Auszeichnungen
- 1997: XRCO Award als „Unsung Siren“[4][5]
- 2002: AVN Award für „Best All-Girl Sex Scene – Video“ in Where the Girls Sweat 5 (zusammen mit Chloe, Taylor St. Claire und Felecia)[6]